# Toni Frissell
Toni Frissell (echte naam: Antoinette Frissell Bacon) (New York, 10 maart 1907 – St. James (New York)), 17 april 1988) was een Amerikaanse fotografe.
Ze is bekend vanwege haar portretten van Amerikaanse en Europese politici, reportages over de Tweede Wereldoorlog, modefotografie en over vrouwen en kinderen in hun dagelijks leven.

## Leven
Frissell werd in 1907 geboren, haar ouders waren Lewis Fox Frissell en Antoinette Wood Montgomery en groeide op in een bevoorrechte omgeving. Haar broers waren Phelps Montgomery Frissell en filmmaker Varick Frissell (die werd vermoord tijdens de opnames van The Viking in 1931 in Newfoundland).
De bevoorrechte opvoeding en de vele contacten binnen de 'high society' uit die tijd zouden van grote invloed zijn op haar latere carrière. Niet alleen de toegang tot bepaalde sociale kringen en posities maar ook de thema's en keuze van onderwerpen werden hierdoor beïnvloed.
Toen Frissell nog jong was, toonde ze interesse voor het theater, echter na twee rollen in producties van Max Reinhardt besefte ze dat dit niets voor haar was. Mede onder invloed en uitleg van haar broer Varick begon ze rond haar twintigste met het maken van foto's. In 1932 trouwde ze met Francis "Mac" Bacon, samen met haar man kocht ze een huis op Long Island in St. James, waar zij en haar gezin bijna vijftig jaar woonden.

## Carrière
Beginperiode
Frissell begon als tekstschrijver bij Voque, maar verloor haar baan wegens een gebrek aan spellingsvaardigheden. Camel Snow, een editor van Vogue, zette haar op het spoor van fotografie. Frissell heeft nooit een formele fotografie opleiding gevolgd maar heeft naast de uitleg van haar broer, korte tijd les gehad van Cecil Beaton, ook kende ze Edward Steichen. Vanaf 1931 begon ze Voque te werken als modefotograaf en later maakte ze ook foto's voor Harper's Bazaar. Frissell was een van de eerste die haar modellen mee naar buiten nam en foto's maakte in een buitenomgeving. In die tijd was de studio de norm voor modefotografie, echter Frissell zette een trend door juist de studio te verlaten en naar buiten te gaan.
Tweede Wereldoorlog

Maart 1945, ergens in Europa: Toni Frisell omringd door kinderen

In 1941 ging Frissell vrijwillig fotograferen voor het Amerikaanse Rode Kruis en werd ze ook een oorlogscorrespondent voor het Amerikaanse leger (o.a. voor de Eighth Army Air Force en de Women's Army Corps) om de oorlog te documenteren. In totaal reisde Frissell twee keer naar het Europese front en maakte ze duizenden foto's van verpleegsters, soldaten, en weeskinderen. In maart 1945 maakte ze een serie foto's van Afro-Amerikaanse 332nd Fighter Group (The Tuskegee Airmen) in Ramitelli, Italië. Dit zijn waarschijnlijk de enige professionele foto's van deze groep vliegeniers gedurende hun tijd in Europa.
Een serie foto's van kinderen die Frissell tijdens de oorlog heeft gemaakt zijn gebruikt om een editie van het veel gepubliceerde kinderboek van Robert Louis Stevenson, A child's garden of verses, te illustreren.
Jaren 50

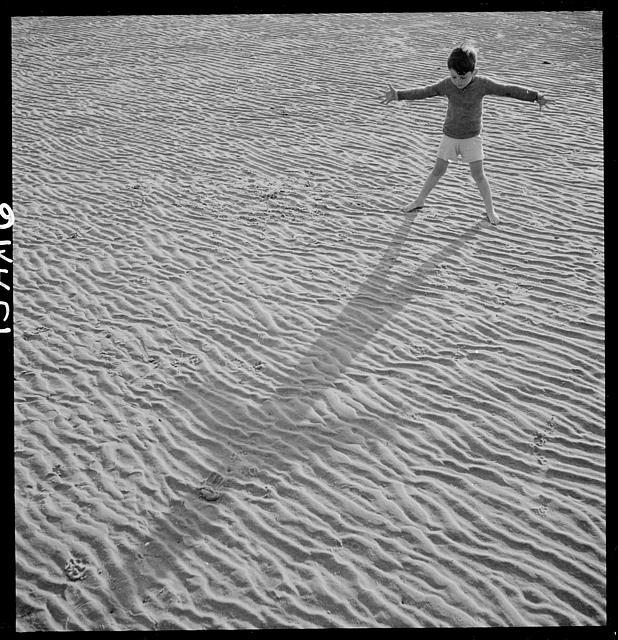
“My Shadow” uit A Child’s Garden of Verses.1944

Na de oorlog ging Frissell verder met haar modefotografie en maakte nog steeds foto's voor Voque en Harper's Bazaar. In de jaren vijftig verloor Frisell naar eigen haar interesse in de modefotografie. In 1953 werd ze de eerste vrouwelijke staflid van Sports illustrated en bleef ze een van de weinige vrouwelijke sportfotografen gedurende meerdere decennia. Daarnaast werkte ze ook voor Life en maakte reportages in binnen- en buitenland.
In deze periode maakte ze ook vele informele portretten van de 'high society' in de Verenigde Staten en Europa, waaronder Winston Churchill, Eleanor Roosevelt, de Vanderbilts en John F. en Jacqueline Kennedy.
Een van haar bekendste foto's werd My Shadow, van een jongen met uitgestrekte armen die zijn lange schaduw op het strand bewondert. Deze foto werd niet alleen gebruikt in A child's garden of verses maar ook geselecteerd door Edward Steichen voor de tentoonstelling The Family of Man. Daarnaast werd de foto ook gebruikt voor de cover van een populair psychologieboek uit die tijd, Childhood and Adolescence: A Psychology of the Growing Person.

## Nalatenschap
Frissell stierf op 17 april 1988 aan de ziekte van Alzheimer in een verpleeghuis op Long Island. Eerder al in 1971 besloten Frissell en haar man Bacon om haar archief met filmnegatieven te schenken aan de Library of Congress en daarmee toegankelijk te maken voor het publiek.

## Galerij

Selectie
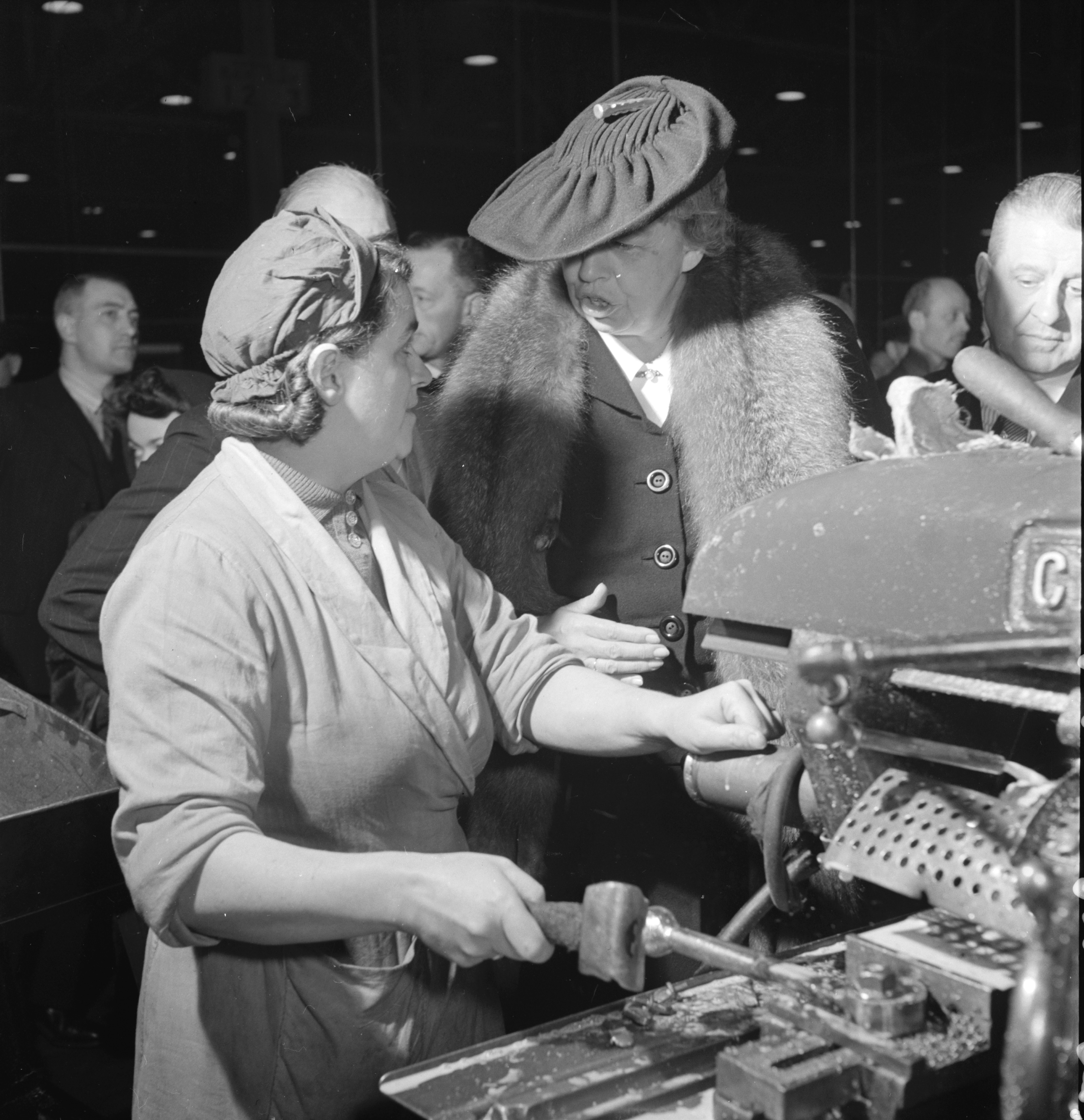
Eleanor Roosevelt in gesprek met een vrouwelijke machinist tijdens haar "goodwill tour" in Groot-Brittannië (november 1942)
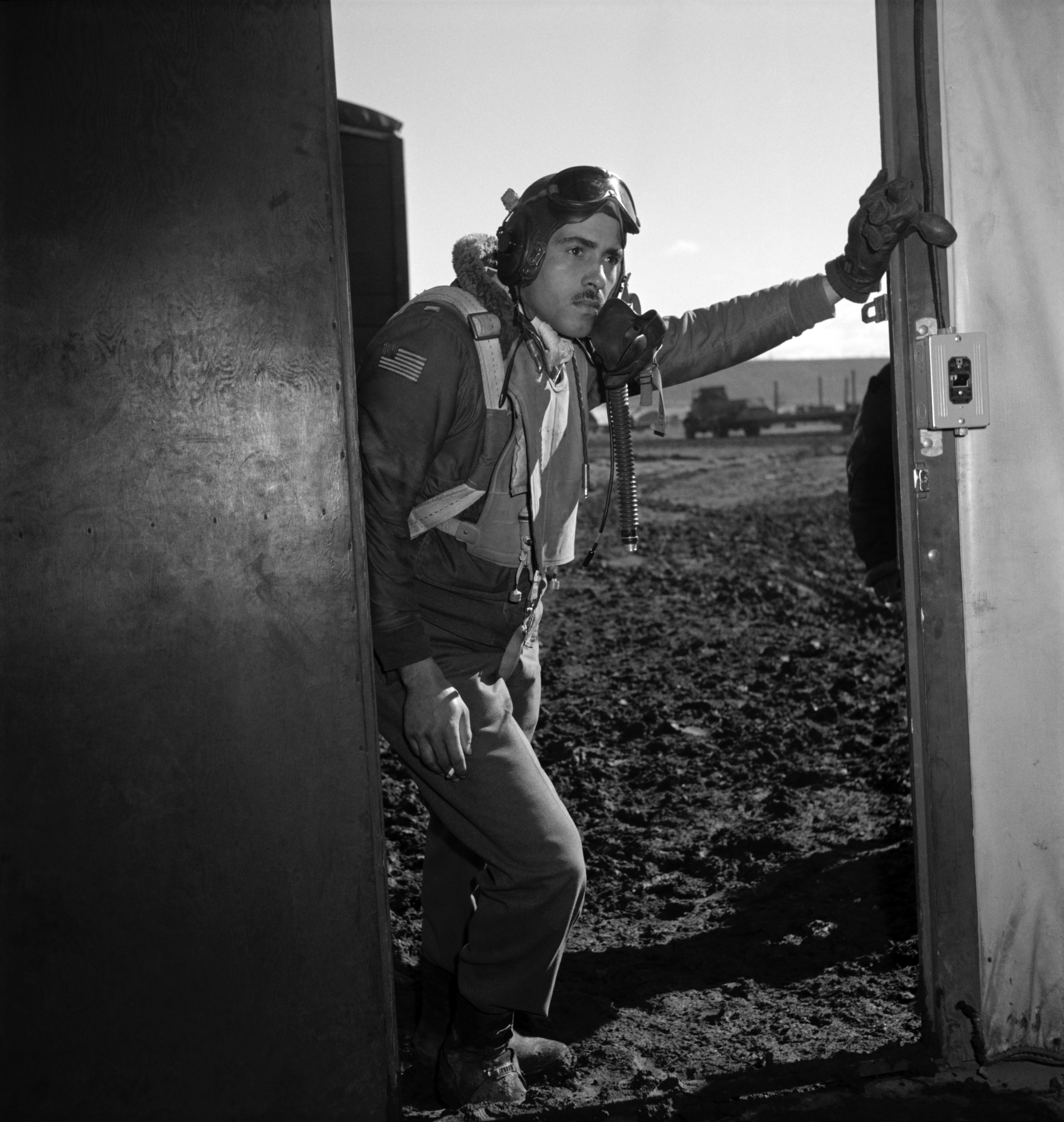
Foto van Tuskegee Airmen Edward M. Thomas (maart 1945)
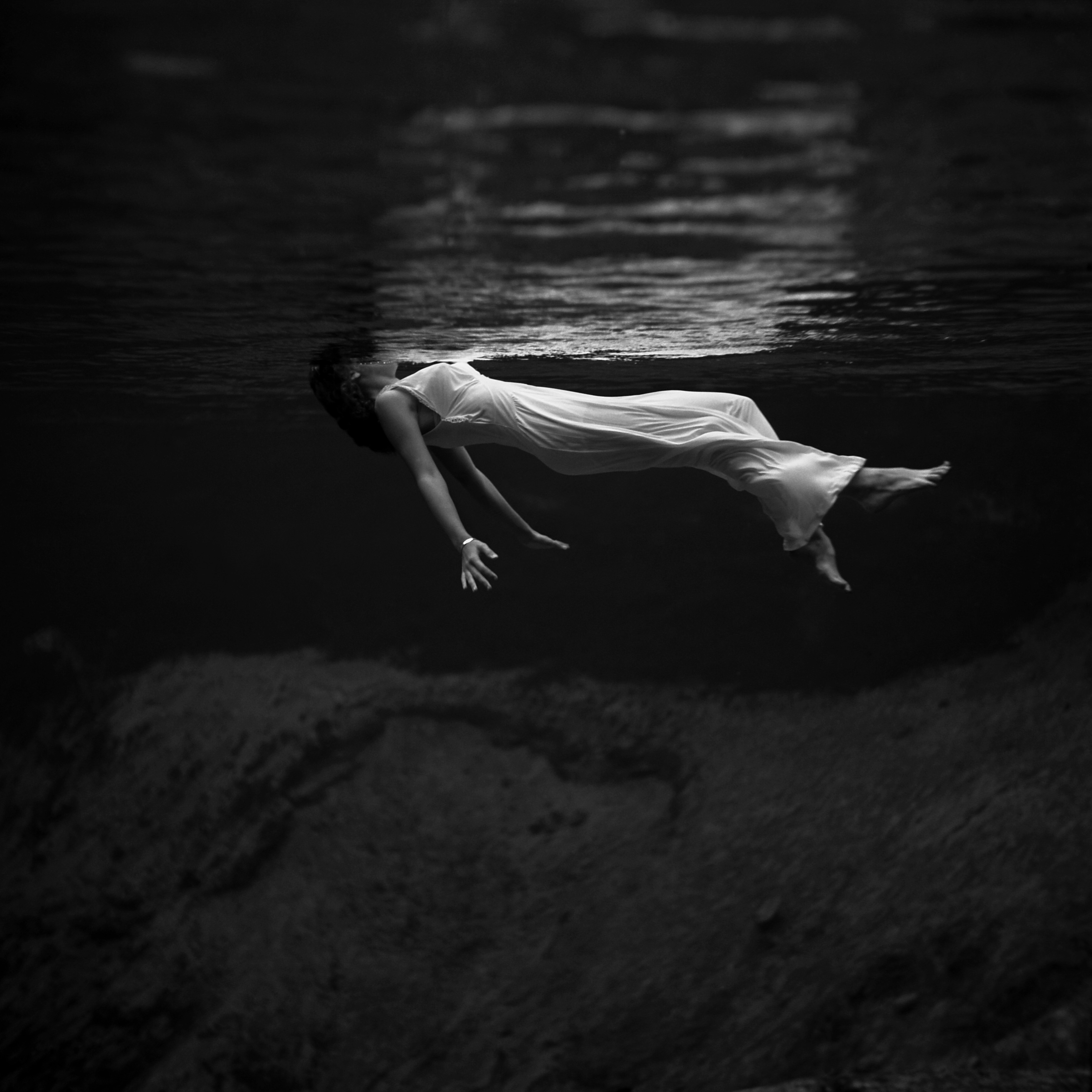
Modefoto van een drijvende vrouw (Weeki Wachee Springs), gepubliceerd in Harper's Bazaar (december 1947)
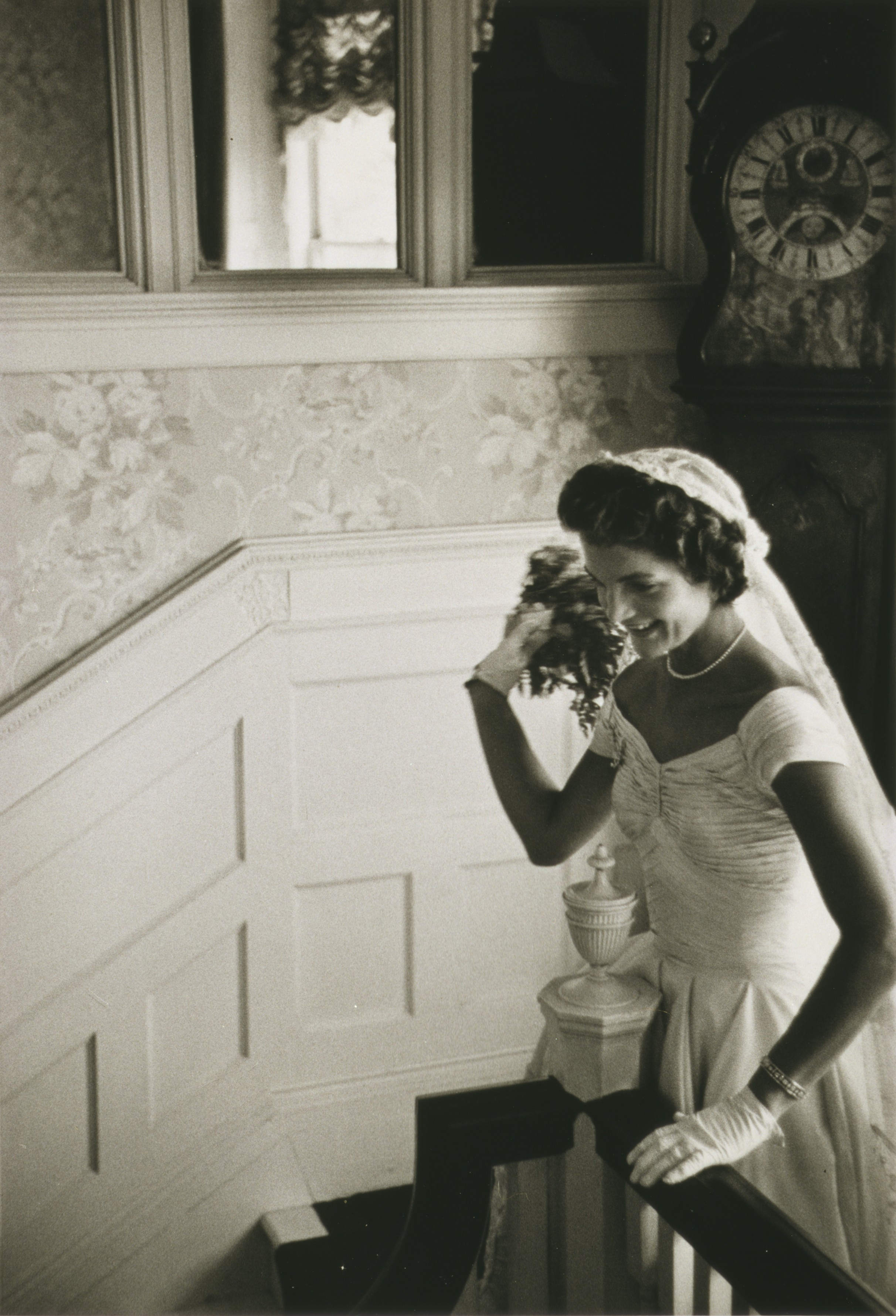
Jacqueline Kennedy terwijl ze haar bruidsboeket werpt (september 1953)

## Publicaties
- The King Ranch, 1939-1944: A photographic essay. Morgan & Morgan, 1965. ISBN 0871000865
- Toni Frissell: Photographs: 1933-1967. Doubleday, 1994. ISBN 978-0385471886.